# Matelea maritima
Matelea maritima là một loài thực vật có hoa trong họ La bố ma. Loài này được (Jacq.) Woodson mô tả khoa học đầu tiên năm 1941.

## Hình ảnh

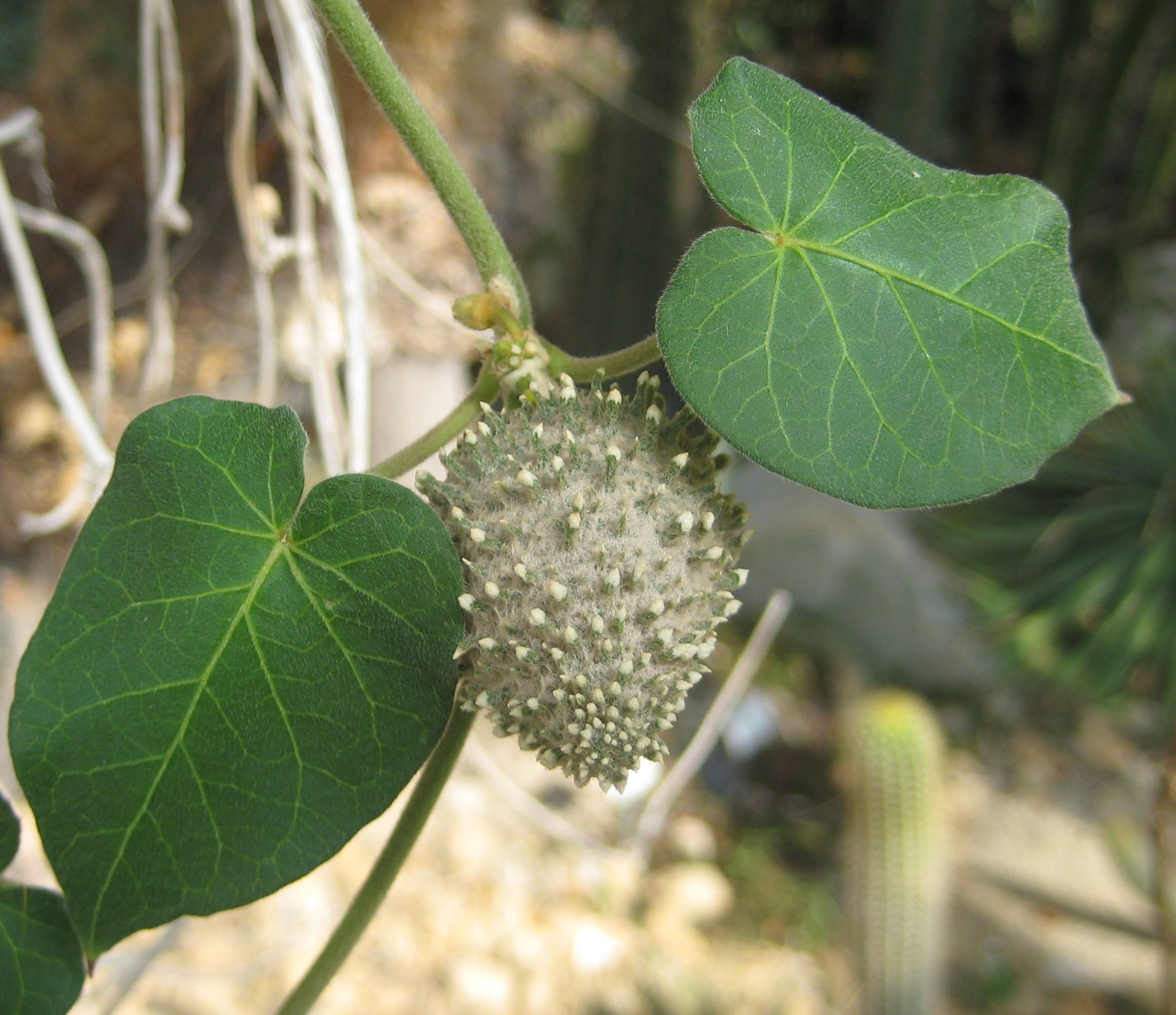
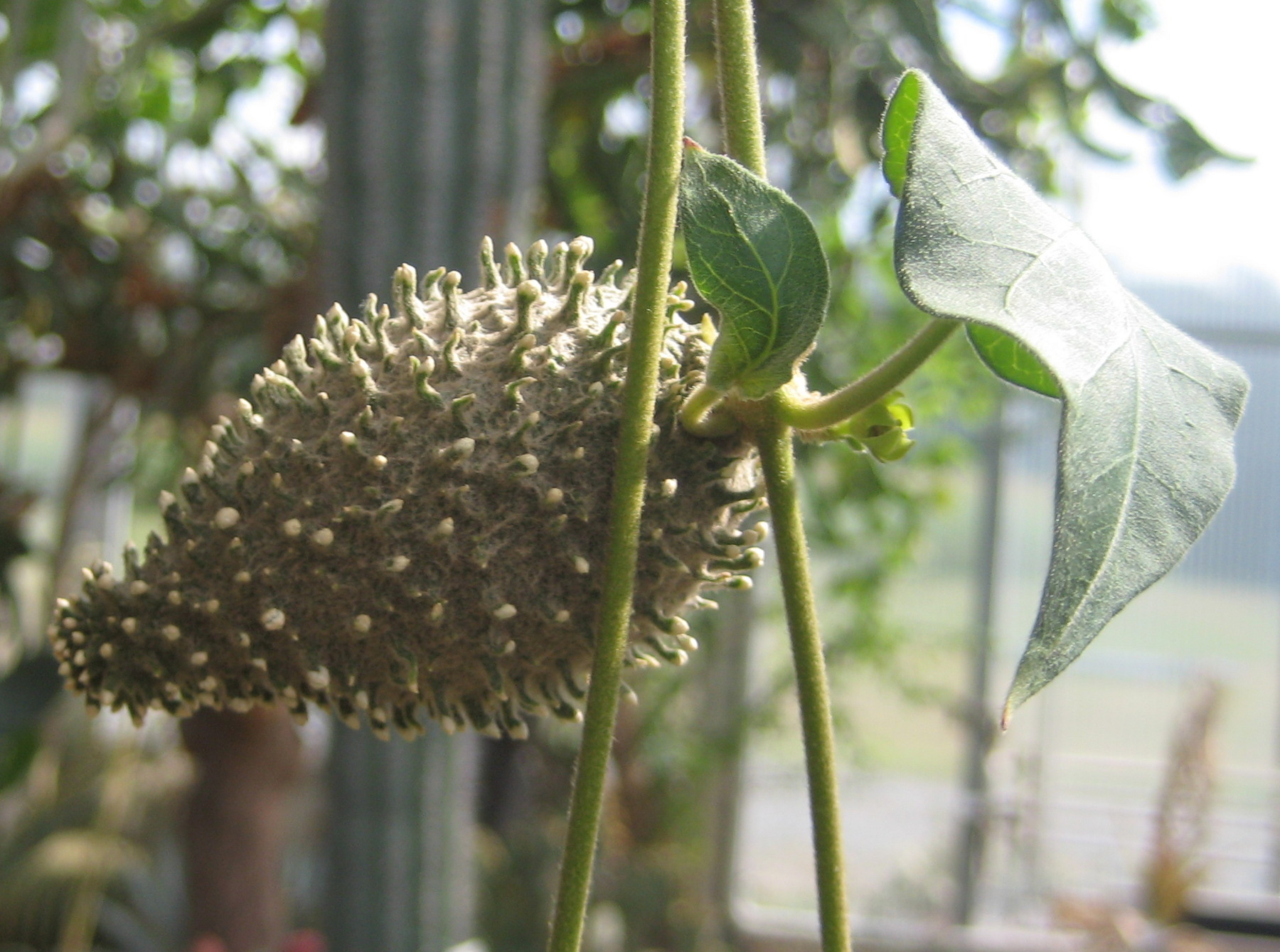